# Huntsville, Arkansas
Huntsville là một thành phố thuộc quận Madison, tiểu bang Arkansas, Hoa Kỳ. Năm 2010, dân số của thành phố này là 2346 người.

## Dân số
- Dân số năm 2000: 1931 người.
- Dân số năm 2010: 2346 người.